# Octobre 1783

## Naissances
- 6 octobre : François Magendie (mort en 1855), médecin français.
- 31 octobre : Karl Wilhelm Gottlob Kastner (né en 1857), chimiste allemand.

## Décès
- 29 octobre : Jean le Rond D'Alembert (né en 1717), mathématicien, philosophe et encyclopédiste français.